# Аркенси
Аркенси (фр. Harquency) насеље је и општина у северној Француској у региону Горња Нормандија, у департману Ер која припада префектури Andelys.
По подацима из 2011. године у општини је живело 266 становника, а густина насељености је износила 19,07 становника/km². Општина се простире на површини од 13,95 km². Налази се на средњој надморској висини од 26 метара (максималној 132 m, а минималној 40 m).

## Демографија
| 1962. | 1968. | 1975. | 1982. | 1990. | 1999. | 2011. |
| ----- | ----- | ----- | ----- | ----- | ----- | ----- |
| 57    | 117   | 131   | 140   | 183   | 237   | 266   |

График промене броја становника у току последњих година